# Eichenberg (bei Suhl)
Eichenberg település Németországban, azon belül Türingiában. Lakosainak száma 159 fő (2023. december 31.).

## Népesség
A település népességének változása:
| Lakosok száma | 180  | 168  | 161  | 162  | 159  | 159  |
|               | 2014 | 2017 | 2019 | 2021 | 2022 | 2023 |